# Pseudochthonius simoni
Pseudochthonius simoni är en spindeldjursart som först beskrevs av Luigi Balzan 1892.  Pseudochthonius simoni ingår i släktet Pseudochthonius och familjen käkklokrypare. Inga underarter finns listade i Catalogue of Life.